# فيلاريخو دي سالفانيس
فيلاريخو دي سالفانيس (بالإنجليزية: Villarejo de Salvanés)‏ هي بلدية ومدينة في منطقة الحكم الذاتي وتقع في منطقة مدريد في وسط إسبانيا. تبلغ مساحة هذه المدينة (كم²)، ويبلغ عدد سكانها نسمة حسب إحصاء سنة 2008 م.

## أعلام
- غريغوريو مارتينيز
- ماريانو دياز